# バディサッカークラブ
バディサッカークラブは、バディSC・バディSC江東・バディSC八王子の男子3チームとバディFCの女子チームを運営するサッカークラブである。

## 特徴
カテゴリーは幼稚園児・小学生年代（第4種/ジュニア）。中学生年代（第3種/ジュニアユース）はバディSCの私有グラウンド（世田谷）を拠点としたバディジュニアユースがある。高校生年代（第2種/ユース）のチームは持たない。入会に際し、セレクション等は行っておらず、サッカーに興味のある男子・女子ならば原則入会可能である。